# Unterlaa

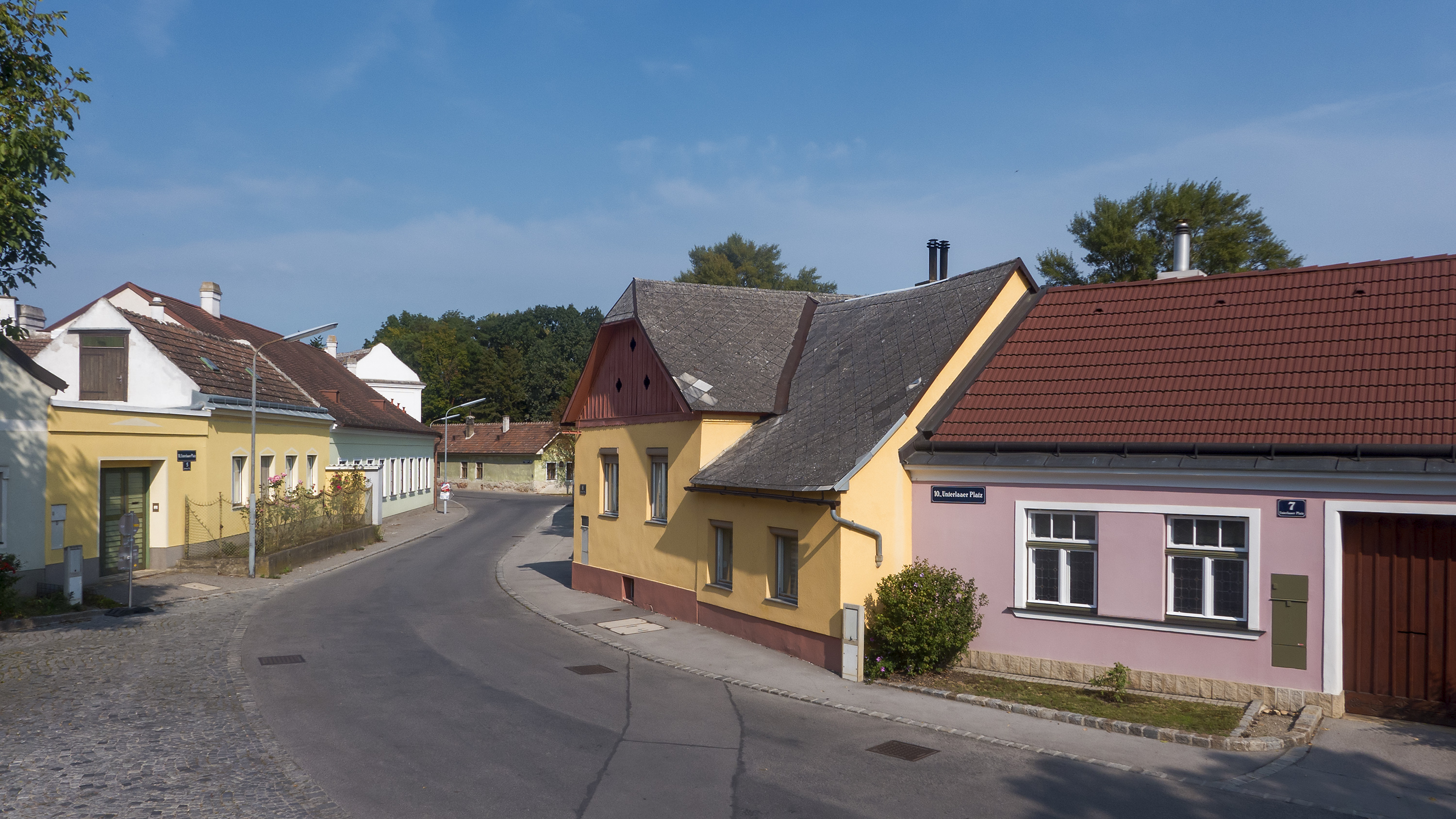
Unterlaaer Platz

Unterlaa und Umgebung um 1872, Aufnahmeblatt der Landesaufnahme

Unterlaa ist eine ehemalige niederösterreichische Ortsgemeinde, die heute Teil des 10. Wiener Gemeindebezirkes, Favoriten, und eine der 89 Wiener Katastralgemeinden ist.

## Geografie
Unterlaa liegt im Südosten Favoritens an der hier etwa in West-Ost-Richtung verlaufenden Liesing. Flussabwärts grenzt der Ort im Osten an das bereits zum niederösterreichischen Schwechat gehörende Kledering und im Süden an die niederösterreichischen Gemeinden Lanzendorf und Leopoldsdorf.
Die Katastralgemeinde erstreckt sich über eine Fläche von 338,11 ha.
Unterlaa bezeichnet ferner einen aus einem Zählsprengel bestehenden Zählbezirk der amtlichen Statistik, dessen Grenzverlauf jedoch nicht mit jenem der Katastralgemeinde ident ist.

## Geschichte
Ursprünglich bildete der Ort mit dem flussaufwärts, also westlich liegenden Oberlaa eine Einheit unter dem Namen Laa.
Erstmals erwähnt wurde der Ort in einer Urkunde aus dem Jahre 1271. Diese Urkunde regelte den Verkauf der Grundherrschaft Niederlaa – wie Unterlaa zu dieser Zeit manchmal auch genannt wurde – durch den Wiener Bürger Paltram vor dem Freithof an den Johanniterorden (heute Malteserorden). Der Orden richtete um die Johanneskirche ein Hospital für sechs Kranke ein. Das Hospital bestand bis zur Zweiten Wiener Türkenbelagerung 1683. Unterlaa litt stark an den beiden Türkenbelagerungen und der Franzoseninvasion im Mai 1809.
Die Malteser blieben die Grundherren von Unterlaa bis zum Revolutionsjahr 1848. Ab 1850 hatte Unterlaa folgende Bürgermeister:
- Josef Kindl (1850–1865)
- Johann Stingeder (1865–1886)
- Georg Prentl (1886–1903); Anschluss Unterlaas an das Netz der Wiener Gasbeleuchtung; Gründung der Feuerwehr Unterlaa
- Georg Wiesmayer (1903[2] –1919)
- Josef Prentl (1919–1938)[3]; Anschluss Unterlaas an die Wiener Hochquellwasserleitung

Bereits im Jahre 1873 wurden größere unbewohnte Teile des Ortes an das Wiener Stadtgebiet angeschlossen.
Bis Mitte des 19. Jahrhunderts wurde in Unterlaa auch Weinbau betrieben, laut Franziszeischem Kataster lagen die Weingärten am Johannesberg auf dem heutigen Gebiet des Umspannwerkes Wien Süd-Ost. Ab 1914 begann man ebendort mit dem Bau eines Munitionslagers, im Zweiten Weltkrieg war zudem noch eine Flak-Batterie hier platziert.
Laut Adressbuch von Österreich waren im Jahr 1938 in der Ortsgemeinde Unterlaa zahlreiche Betriebe ansässig, ein Schwerpunkt lag in der Weiterverarbeitung tierischer Produkte (Darmputzer, Fettsieder, Gerber).
Mit dem Gesetz vom 1. Oktober 1938, nach dem „Anschluss“ Österreichs an das Deutsche Reich, wurde Wien zu Groß-Wien vergrößert. Dies hatte die Eingemeindung Oberlaas und Unterlaas nach Wien zur Folge, und zwar zum neuen 23. Stadtbezirk, Schwechat. Nach dem Ende des Zweiten Weltkrieges wurde diese Eingemeindung im Jahre 1954 bestätigt, als die meisten 1938 an Wien angeschlossenen Gebiete, darunter Schwechat, zu Niederösterreich zurückkehrten (die Sowjetunion hatte ihr Veto gegen die Änderung aufgegeben). Nun wurde Unterlaa Teil des 10. Wiener Bezirks, Favoriten.

## Bevölkerung
Unterlaa hat 894 Einwohner (2011).
| 18. Jahrhundert | 1783: 265 Einwohner |
| 19. Jahrhundert | 1830: 272 Einwohner – 1851: 257 Einwohner – 1869: 277 Einwohner –1880: 383 Einwohner – 1890: 454 Einwohner – 1900: 609 Einwohner                                                                    |
| 20. Jahrhundert | 1910: 731 Einwohner – 1923: 687 Einwohner – 1934: 681 Einwohner – 1939: 679 Einwohner – 1951: 566 Einwohner – 1961: 464 Einwohner – 1971: 566 Einwohner – 1981: 568 Einwohner – 1991: 742 Einwohner |
| 21. Jahrhundert | 2001: 735 Einwohner – 2011: 894 Einwohner |

## Kultur und Sehenswürdigkeiten

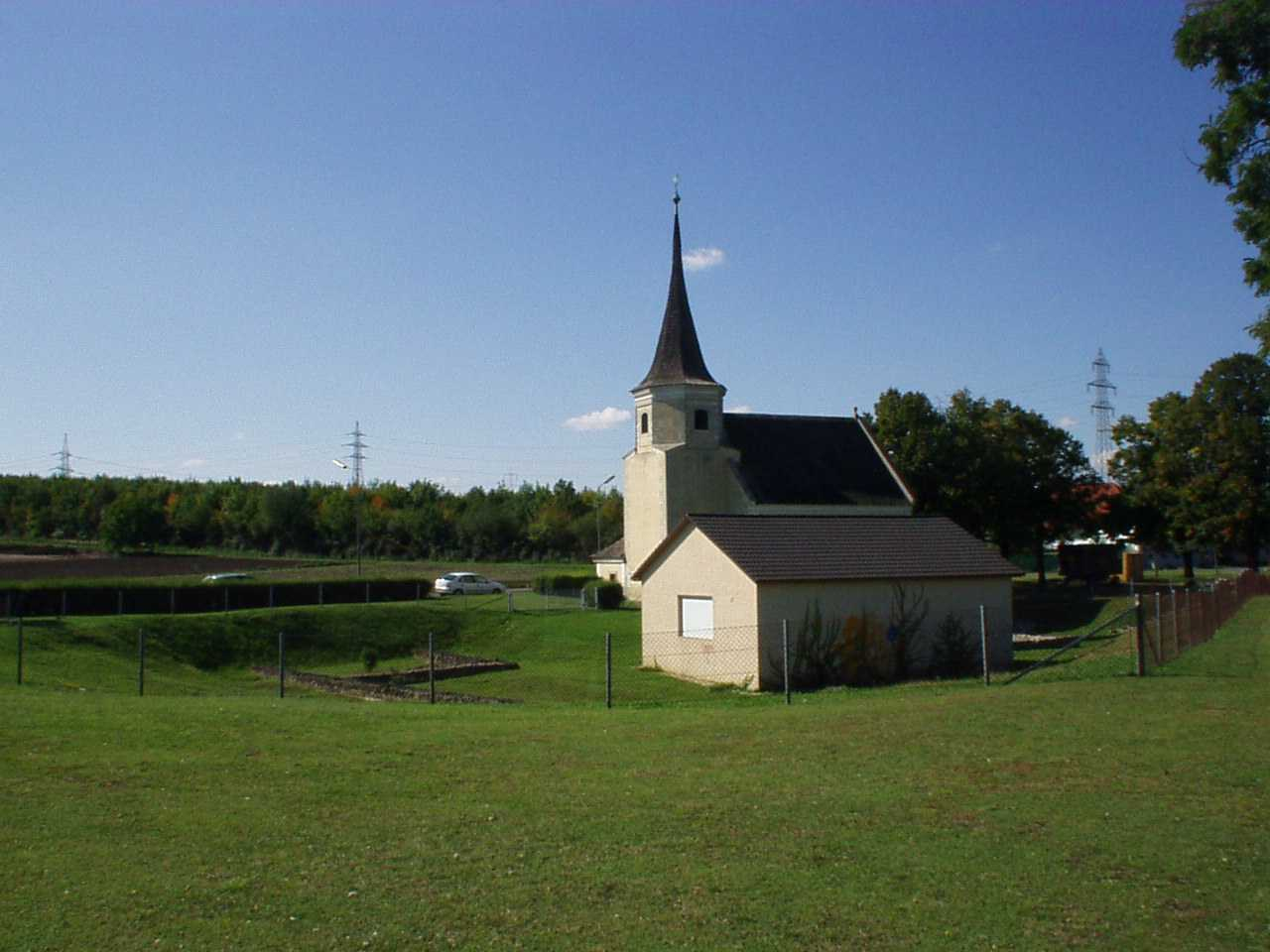
Johanneskirche Unterlaa

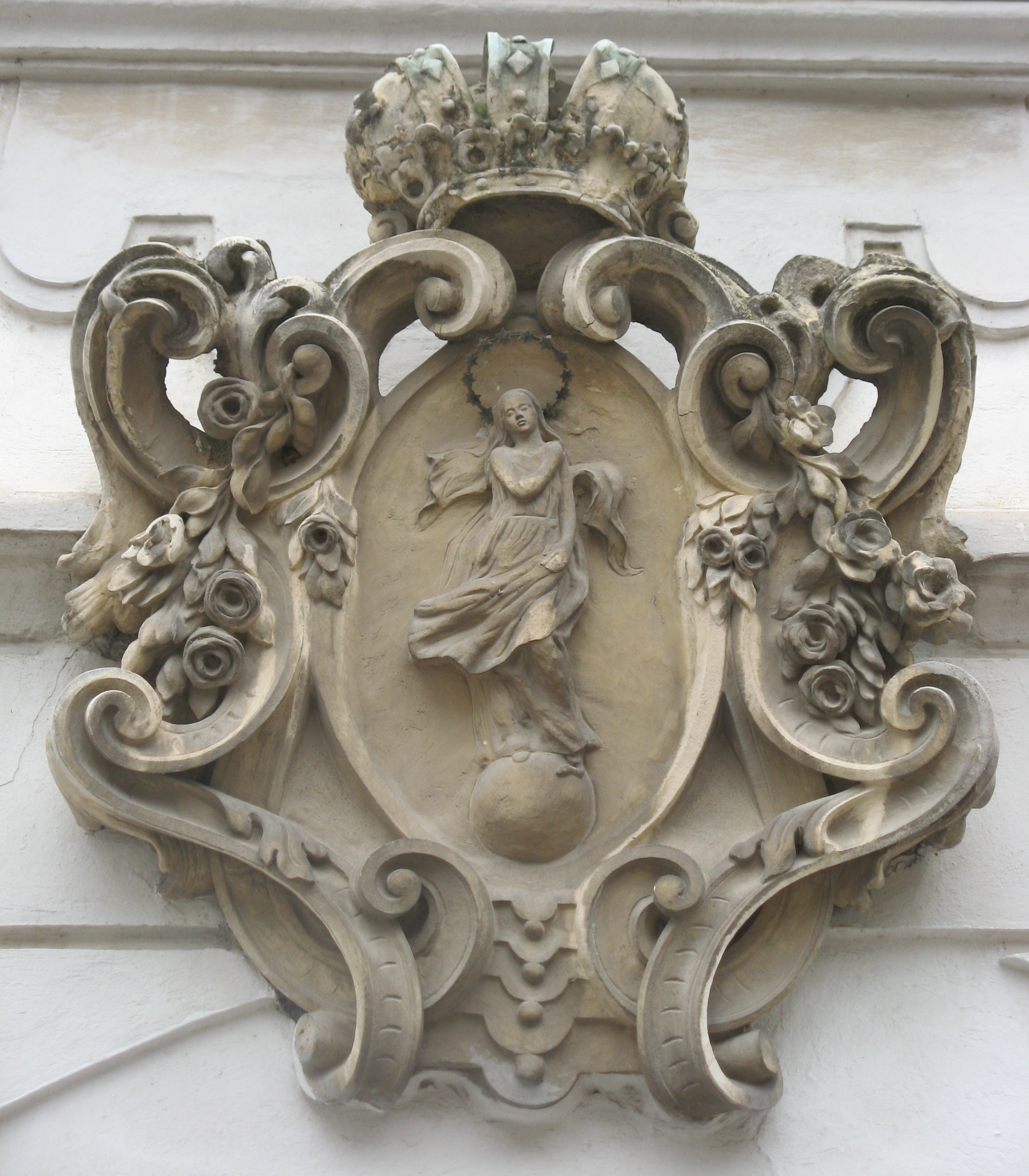
Wappenkartusche am Prendlhof (18. Jh.)

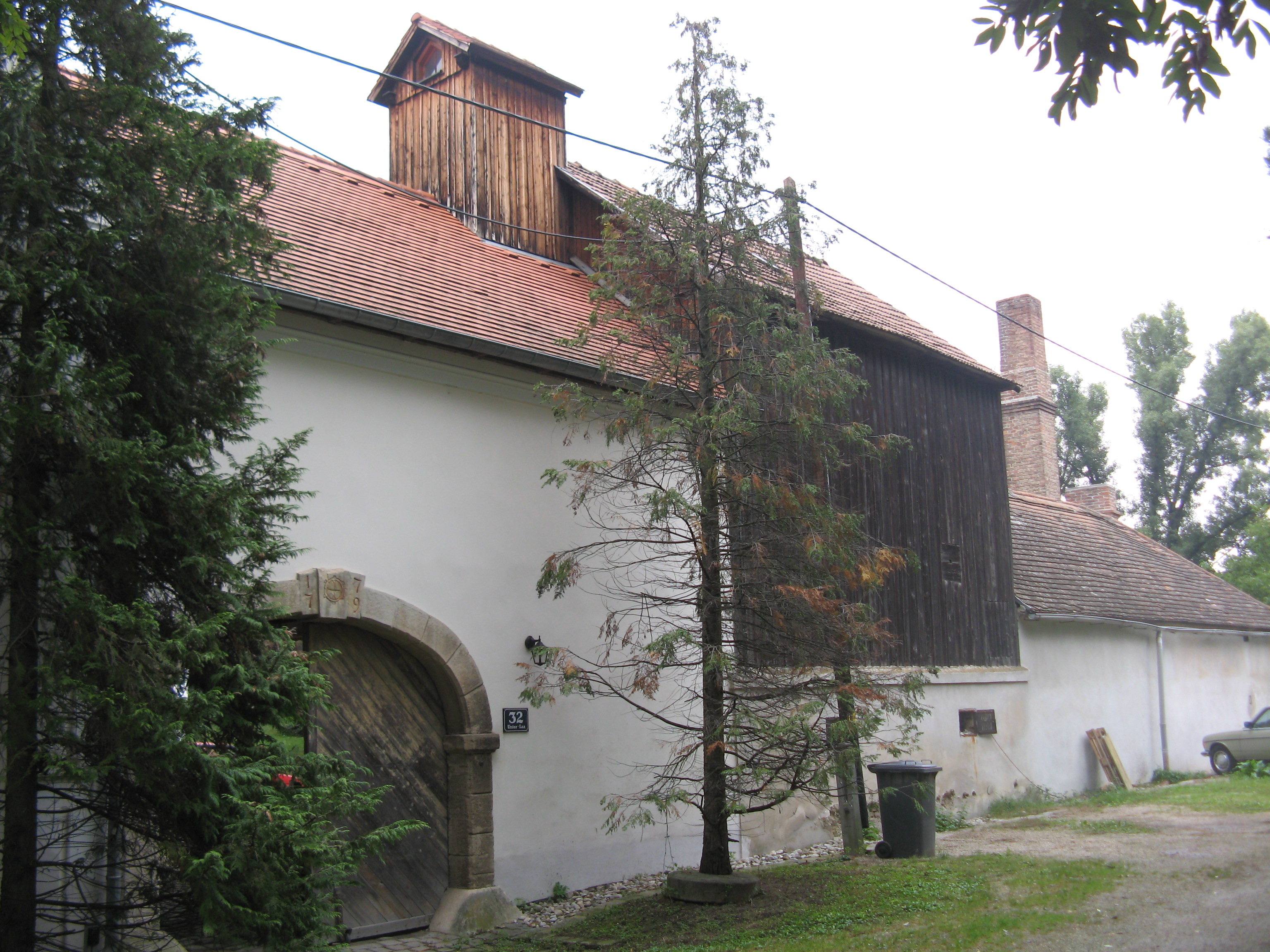
Alte Mühle (1779)

Der Ortskern von Unterlaa ist von der Stadt Wien als bauliche Schutzzone ausgewiesen.
Das herausragende Bauwerk Unterlaas ist die Anfang des 11. Jahrhunderts errichtete Johanneskirche des Malteserordens an der Klederinger Straße. Obwohl das kleine Kirchlein äußerlich nicht sehr auffällig ist, so hat es eine sehr lange Baugeschichte. Am Standort und südlich davon, am Johannesberg, bestand bereits eine römische Siedlung, auf der dann möglicherweise noch in karolingischer Zeit die erste Kirche errichtet wurde. Ende des 13. Jahrhunderts erwarb der Johanniterorden Grund und Kirche und führte nebenan gemäß der Ordensregel ein Spital. Beachtenswert ist auch die Heilig-Grab-Kapelle, die nach dem Vorbild in Jerusalem errichtet wurde. Das Bezirksmuseum Favoriten hat bei der Johanneskirche eine Außenstelle eingerichtet, die die Ausgrabungen in jener Gegend dokumentiert. Oft wird die Unterlaaer Kirche als älteste bestehende Kirche auf dem Gebiet des heutigen Wien bezeichnet.
Das Ortszentrum liegt etwas westlich der Kirche rund um den Unterlaaer Platz. Hier befindet sich eine alte unterschlächtige Mühle neben der Liesing, die über der Toreinfahrt die Jahreszahl 1779 trägt. Nebenan, bereits in der Klederinger Straße 169, befindet sich der Prentlhof. Er war Teil eines Jagdschlosses aus dem 18. Jahrhundert und trägt seinen Namen nach der Familie Prentl, die das Gebäude um 1840 vom Malteserorden kaufte. Über dem Eingangstor befindet sich eine bemerkenswerte Wappenkartusche, im Inneren bestehen Räume mit Wandmalereien, die Jagdszenen darstellen.
Das immer noch ländlich geprägte Unterlaa besitzt auch mehrere Bildsäulen auf den umliegenden Äckern und Feldern. Ganz im Norden, neben den Bahngeleisen der Donauländebahn, steht das Sebastianskreuz, das über einer ehemaligen Pestgrube aus dem Jahre 1713 errichtet wurde. Auf einem vierseitigen Pfeiler befindet sich ein Nischenaufsatz, in dem eine Figur des Heiligen Sebastian unter einem Satteldach steht. Auf der anderen Seite der Bahn steht das Rote Kreuz, ein in roter Farbe gestrichenes Holzkreuz mit der Darstellung des Gekreuzigten. Im Ort selbst, an der Kreuzung der Scheunenstraße mit der Georg-Wiesmayer-Gasse, liegt eine gemauerte Kreuzwegstation, die einst auf dem Pilgerweg von der Wieden nach Maria Lanzendorf stand. Das originale, auf Holz gemalte Bild mit der Jahreszahl 1747 befindet sich heute im Bezirksmuseum Favoriten, während in der Kapelle ein Mosaikbild mit der Darstellung Christus am Ölberg zu sehen ist. Von dort aus weiter nach Süden bis an die Stadtgrenze führt ein Feldweg zum Schutzengelkreuz, das 1694 errichtet wurde und ebenfalls am Pilgerweg nach Maria Lanzendorf lag. Auf einem vierkantigen Steinfundament ist die Darstellung eines Schutzengels mit Kind zu sehen. Am Johannesberg befindet sich die Immaculatasäule aus dem Jahre 1662. Unter der Marienfigur sind vier Reliefbilder angebracht, die jedoch schwer zu identifizieren sind. 1994 wurde neben der Säule eine Jagdkapelle errichtet, die dem Heiligen Eustachius geweiht ist. Im Ort steht auf der Sebastiansbrücke über die Liesing eine steinerne Johannes-von-Nepomuk-Statue.
Wichtige Versorgungsbauten in Unterlaa sind das Umspannwerk Wien-Südost der Austrian Power Grid AG auf dem Johannesberg und der Wasserbehälter samt Hebewerk an der Scheunenstraße. Hierher führt die Dritte Wiener Wasserleitung aus der Mitterndorfer Senke. Der Wasserbehälter ist sowohl vom Fassungsraum als auch von der Flächenausdehnung der größte Wasserbehälter im Wiener Stadtbereich. Die angeschlossene Pumpstation führt das Wasser über die Ringleitung Süd zum Wasserspeicher Rosenhügel und über die Ringleitung Ost zum Behälter Laaer Berg. Im Frühjahr 2020 wurde auf dem Wasserbehälter Wiens größte Photovoltaikanlage in Betrieb genommen.
Nicht direkt zu den Sehenswürdigkeiten, aber typisch und wichtig für die Landwirtschaft Unterlaas – und auch des benachbarten Oberlaa – ist das „Suppengrün“. Das ist ein Bund Gemüse aus roten und gelben Karotten, Sellerie, Petersilie und einer Lauchstange, bereits fertig gebündelt für einen Topf Suppe. Da die Petersilie im örtlichen Dialekt „Pesl“ genannt wird, sind die Bauern, die sie anbauen, die „Peslbauan“.

## Wappen
Im unteren Teil des Wappens Favoritens ist Unterlaa mit einem roten Malteserkreuz auf goldenem Grund verewigt. Dieses bezieht sich auf das Malteserkreuz auf dem Turm der Johanneskirche Unterlaa.

## Persönlichkeiten
- Josef Prentl (1890–1949), Bauernfunktionär und Politiker
- Josef Haspel sen. (1925–2009[12]), Chemigraph und Landschaftsmaler
- Josef Arthold (1934–2002), Abgeordneter zum Nationalrat, Berufsschuldirektor
- Felix Haspel (* 1951), bildender Künstler
- Franz Windisch (* 1957), Abgeordneter zum Nationalrat, Präsident der Landwirtschaftskammer Wien, Landwirt